# Joanna Łyskowska
Joanna Łyskowska (ur. 22 kwietnia 1871 w Bydgoszczy, zm. 23 marca 1956 w Toruniu) – polska przedsiębiorczyni, założycielka pierwszego kina w Toruniu.

## Życiorys
Jej rodzicami byli Antoni Bloch (1841–1905) i Wiktoria Kurowska. W 1893 roku wraz z mężem przeniosła się do Torunia.
Jesienią 1893 roku założyła przy ul. Prostej 30 zakład eleganckiej krawieczyzny damskiej. W 1906 roku z mężem kupiła restaurację-ogród Viktoria Park (również: Victoria Park). Mieściła się ona przy ul. Grudziądzkiej z Szosą Chełmińską. Organizowane tam były wydarzenia kulturalne i polityczne dla ludności polskiej. 24 marca 1907 roku przy restauracji zostało otwarte kino Kinematographen-Theater, będące pierwszym tego typu obiektem w Toruniu. Nie wiadomo, jak długo działało. Zdaniem regionalistki Katarzyny Kluczwajd kino mogło działać najwyżej kilka miesięcy. Viktoria Park sprzedano pod koniec 1921 roku. Do Łyskowskiej należała również fabryka kostiumów maskowych i dla teatrów. Mieściła się przy ul. Chełmińskiej 13, w następnych latach została przeniesiona na ul. św. Katarzyny 7. 
Po 1920 roku Łyskowska była właścicielką salonu mody przy Rynku Staromiejskim 16.
Zmarła 23 marca 1956 roku w Toruniu. Nieznane jest miejsce jej pochówku.